# C/2007 Q3 (Сайдинг-Спринг)
C/2007 Q3 (Сайдинг-Спринг) — комета из облака Оорта, которая была открыта Донной Бёртон (англ. Donna Burton) в обсерватории Сайдинг-Спринг в Австралии. 7 октября 2009 года комета подошла на расстояние 1,2 а.е. к Земле и на расстояние 2,25 а.е. к Солнцу. До января 2010 года комету можно было наблюдать в бинокль.
Изображения кометы, которые в марте 2010 года получил N.Howes, показывают, что ядро кометы состоит из фрагментов.
Дуга наблюдений кометы составляет 1327 дней, комета наблюдалась и в апреле 2011 года. Орбита долгопериодической кометы определяется при вычислении оскулирующей орбиты на эпоху после покидания кометой области планет, вычисления проводятся относительно центра масс Солнечной системы. При использовании системы эфемерид JPL (англ. JPL Horizons On-Line Ephemeris System) на эпоху 1 января 2030 года были получены значение большой полуоси 7500 а.е., апоцентрическое расстояние 15000 а.е., период обращения около 650000 лет.
До входа в область планет Солнечной системы (эпоха 1950 года) C/2007 Q3 обладала предполагаемым барицентрическим орбитальным периодом ~6,4 млн лет и афелий на расстоянии около 69000 а.е. (1,09 светового года). Вероятно, комета находилась во внешней части облака Оорта в течение миллионов лет, пока возникшее возмущение орбиты не направило её во внутреннюю часть Солнечной системы.